# میچیو مادو
میچیو مادو (به ژاپنی: まど・みちお) (زاده ۱۶ نوامبر ۱۹۰۹ - درگذشته ۲۸ فوریه ۲۰۱۴) شاعر معروف ژاپنی و برنده جایزه هانس کریستیان آندرسن در سال (۱۹۹۴)
مادو شعرهای بسیاری برای کودکان سروده و نکته جالب اینکه شهبانو «میچیکو» ملکه ژاپن شعرهای میچیو مادو را به انگلیسی ترجمه کرده‌است.
از میچیو مادو در انگلیسی تنها دو کتاب منتشر شده که یکی از آن‌ها «خواب پروانه‌ها» بود و یکی دیگر magic pocket (جیب جادویی).
"خواب پروانه‌ها" تنها کتاب منتشر شده از «میچیو مادو» شاعر معروف ژاپنی در ایران است که توسط احمدپوری انجام شده‌است